# Proteïna Juno
La proteïna JUNO també rep el nom de receptor de folat 4, receptor de folat delta o IZUMO1R. És una proteïna que en els humans està codificada pel gen FOLR4. És una proteïna amb ancoratge glicosilfosfatidilinositol (GPI) que pertany a la família dels receptors de folat.
Es localitza a la membrana plasmàtica de l'òvul sota la zona pel·lúcida, quan l'òvul encara no ha estat fecundat.
La proteïna, que en un principi era anomenada receptor de folat 4, rebé posteriorment el nom de JUNO en honor de la deessa romana de la fertilitat i del matrimoni.
JUNO és l'única proteïna de l'òvul que interactua amb la proteïna espermàtica IZUMO1, de la qual és receptora. La interacció entre JUNO i IZUMO1 és essencial per tal que es doni la fecundació, és a dir, és imprescindible perquè l'espermatozoide pugui fecundar l'òvul. La fecundació és el procés en què un òvul i un espermatozoide, ambdós haploides, es reconeixent mútuament i es fusionen, donant lloc a la formació del zigot (diploide), que es desenvoluparà i donarà lloc a un nou individu.

## Descobriment de Juno i de la seva funció
El gen del receptor de folat 4 va ser identificat per primera vegada en ratolins i humans l'any 2000 a la Universitat de Nebraska.
L'any 2014, els investigadors del Wellcome Trust Sanger Institute proposen el canvi de nom del receptor de folat 4 per JUNO, en honor de la deessa romana de la fertilitat i del matrimoni, per dos motius. D'una banda, observen que el seu rol no consisteix en absorbir el folat com altres membres de la seva família (com el receptor de folat 1 i el receptor de folat 2). Ho detecten amb la comparació de les seqüències alineades dels aminoàcids de les proteïnes FOLR1, FOLR2 i JUNO. D'altra banda, la seva funció és permetre la interacció amb IZUMO1. Per consegüent, facilita el reconeixement entre l'espermatozoide i l'òvul. Ho descobreixen creant una versió artificial de la proteïna IZUMO1 i detecten que només interacciona amb JUNO en la superfície de l'òvul per tal d'iniciar la fecundació. Després del descobriment de la proteïna JUNO, utilitzen un anticòs de JUNO que bloqueja la interacció de JUNO i IZUMO1 en una fecundació in vitro. Creen també una sèrie de ratolins modificats genèticament que no sintetitzen la proteïna JUNO en la membrana cel·lular dels òvuls. Els òvuls són infèrtils en els dos casos, perquè no es produeix la interacció entre JUNO i IZUMO1, i tots els ratolins femella són estèrils. La proteïna JUNO també es troba en els òvuls dels éssers humans i d'altres mamífers com els porcs (Sus scofa) i els opòssums (Monodelphis domestica). Per tant, l'estudi demostra que la funció de JUNO és clau en el procés de fecundació en els mamífers. Descobreixen també una altra funció de JUNO: la de protegir el zigot acabat de formar de l'entrada d'altres espermatozoides. JUNO surt de la membrana cel·lular de l'òvul fecundat mitjançant vesícules, proporcionant a la cèl·lula un possible mecanisme de bloqueig de la polispèrmia.

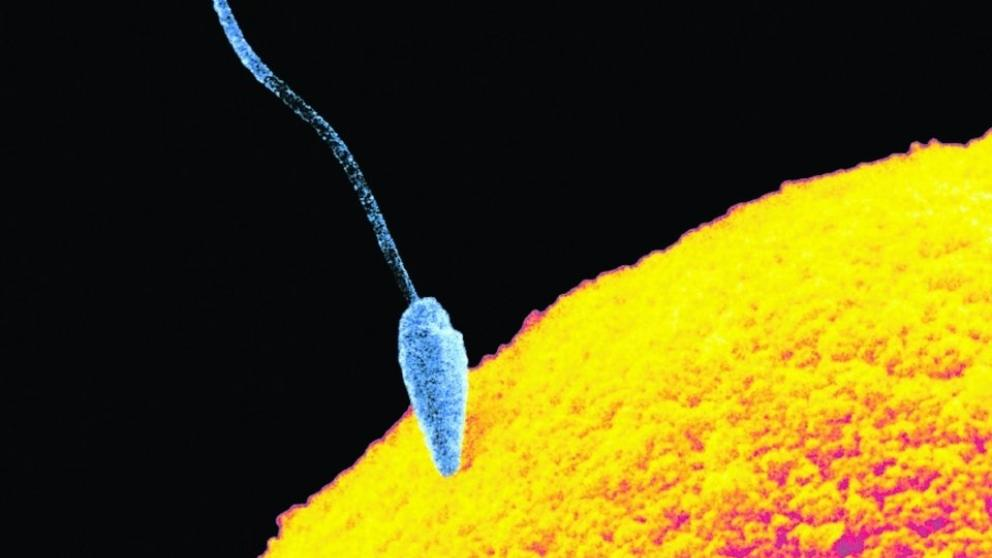
En el moment que un espermatozoide aconsegueix entrar, la membrana de l'òvul es modifica per impedir que hi entrin més.

A causa de l'escassetat d'òvuls per a la investigació i perquè la unió entre l'òvul i l'espermatozoide és extremadament breu i subtil,  JUNO és identificada nou anys després de la proteïna espermàtica IZUMO1 (descoberta en 2005 per científics de la Universitat d'Osaka). Investigacions relacionades amb IZUMO1 demostren, de la mateixa manera que JUNO en els ratolins femella, que els ratolins mascles que no expressen la proteïna IZUMO1 també són infèrtils.

## Estructura
La proteïna JUNO es troba a la membrana cel·lular dels oòcits (oolemma). És un ancoratge glicosilfosfatidilinositol (ancoratge GPI), una glicoproteïna rica en cisteïna. La proteïna JUNO s'uneix amb la proteïna IZUMO1 formant un pont intercel·lular que permet el reconeixement dels gàmetes i, per tant, la fertilització. S'està estudiant l'estructura de JUNO (així com la d' IZUMO1 i la del complex d'ambdues proteïnes) per tal de conèixer incògnites sobre el seu funcionament.

JUNO és un ancoratge GPI que primer es va reconèixer com a receptor de folat (FR) a causa de les seves similituds (amb FR1 i FR2 comparteix un 52% de la seva seqüència). Tot i així, JUNO no es pot unir amb el folat i hi ha diferències importants en tres girs de la seva estructura secundària que li donen flexibilitat (aquestes regions estan involucrades a la unió amb IZUMO1). JUNO també forma un compartiment equivalent a la butxaca d'unió amb el folat dels FRs, però com que la Trp184 de JUNO adopta una configuració diferent de l'equivalent Trp171 a FR1, entre d'altres, el folat no pot entrar al compartiment central de JUNO.

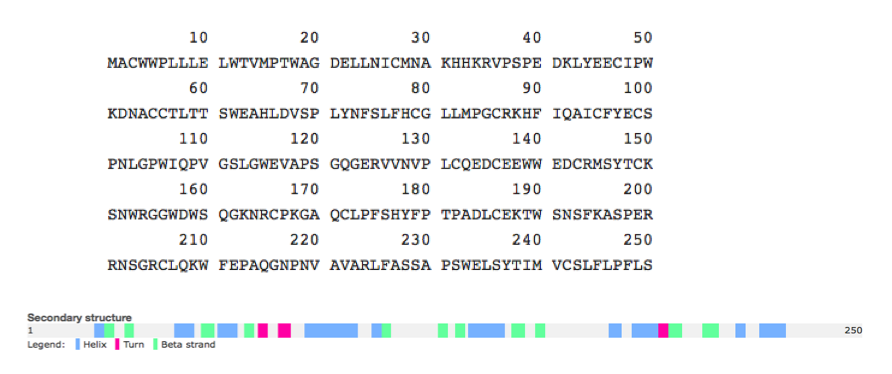
Esquema de l'estructura primària (a dalt) i l'estructura secundària (a baix) de la proteïna JUNO.

### Estructura primària
JUNO està formada per uns 250 aminoàcids i existeixen prediccions sobre la seva estructura primària. No obstant, aquestes encara no han estat confirmades experimentalment.

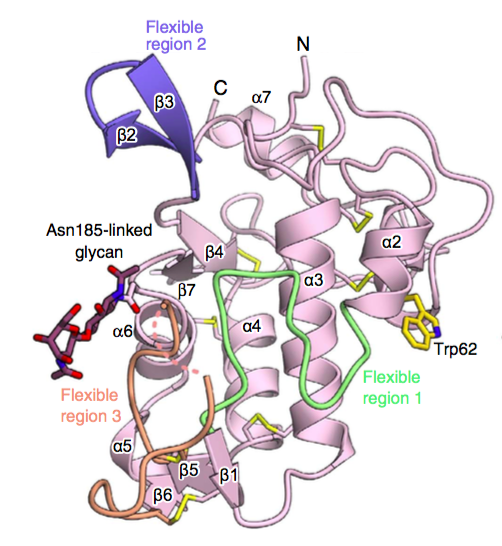
Representació de l'estructura terciària de la proteïna JUNO en ratolins. S'hi distingeixen les estructures de cada regió, les regions flexibles 1-3, els ponts disulfur, la Trp62 i les regions desestructurades.

### Estructura secundària i terciària
S'ha determinat l'estructura cristal·lina de JUNO a diferents resolucions i de diferents espècies. La proteïna JUNO humana té una estructura secundària globular constituïda per un únic domini. Aquest està format per cinc hèlix α curtes (α1, α2, α3, α4 i α5), tres hèlix 310, dues làmines β plegades en disposició paral·lela (β1 i β2) i dues làmines β plegades en disposició antiparal·lela (β3 i β4). El fet de tenir cisteïnes fa que vuit ponts disulfur estabilitzin l'estructura. 
La proteïna JUNO en ratolins també té un únic domini globular constituït per dues llargues hèlix α (α3 i α4) envoltades per cinc hèlix α curtes (α1, α2, α5, α6 i α7), dues làmines β plegades en disposició paral·lela (β4 i β7), dues làmines β plegades en disposició antiparal·lela (β2 i β3) i tres làmines β plegades en diferents disposicions (β1, β5 i β6). Els vuit ponts disulfur també n'estabilitzen l'estructura.

### Estructura de la interacció
JUNO té un plec central i tres regions flexibles que l'envolten. El compartiment central de JUNO no està involucrat en la unió amb IZUMO1, mentre que les regions flexibles 1-3 que envolten el compartiment central interactuen amb IZUMO1 (la regió d' IZUMO1 que interacciona amb JUNO és el domini N-terminal). Les regions 1-3 i el Trp62 són essencials en aquesta unió. Aquest últim aminoàcid es conserva gairebé inalterat entre les diferents espècies, mentre que les regions 1-3 varien. Per tant, es pot concloure que les regions flexibles contribueixen a la unió amb IZUMO1 de forma específica en cada espècie.

## Funció
La fecundació és el procés mitjançant el qual un espermatozoide, gàmeta masculí, s'uneix al gàmeta femení, més concretament l'oòcit, i gràcies al reconeixement mutu formen un nou individu (el primer esta del qual és el zigot).

### Els actors de la unió
Sabem que els determinants de la unió gàmeta masculí i gàmeta femení són la proteïna IZUMO1 i el gen SPACA6 per la part masculina, i les proteïnes JUNO i CD9 o CD81 per la banda femenina.
CD9 i CD91 son tetraspanines que no tenen una funció determinada. Per exemple, CD9 pot unir-se a IZUMO1 per facilitar la reacció amb l'oòcit, controla la formació d'agrupacions de tetraspanines i també la integrina α6β1, ambdues involucrades en la fusió de gàmetes. A més, sorprenentment, quan en forma cis s'uneix a JUNO, sembla que disminueix la velocitat de la unió JUNO-IZUMO1.
IZUMO1 conté un domini semblant al de les immunoglobulines en la seva regió extracel·lular (domini Izumo), un domini que travessa la bicapa lipídica exterior de la membrana cel·lular de l'espermatozoide (domini transmembrana) i una curta cua citoplàsmica que és dispensable per a la fertilitat. El domini més important i el que li donarà la seva funció és el domini Izumo. És allà ón es troba la regió N-terminal (Asp5-Leu113), essencial per a la fusió òvul-espermatozoide.
IZUMO1 és monomèrica en els espermatozoides malgrat la seva regió N-terminal que sol provocar dimerització. Aquesta dimerització d' IZUMO1 es dona a l'hora del reconeixement de JUNO.

### La unió Juno-IZUMO1
Quuan té lloc el reconeixement entre gàmetes, la forma monomèrica d'IZUMO1 s'enllaça amb JUNO. IZUMO1 està emmagatzemada en estat latent monomèric a l'interior de l'acrosoma de l'espermatozoide, i quan es dona l'enllaç específic, moltes proteïnes JUNO envolten l'espermatozoide, la qual cosa ajuda a la dimerització d'IZUMO1. Més concretament, l'extrem N-terminal (Asp5-Leu113) de forma helicoïdal es doblega cap a l'interior de la molècula per a formar-se un dímer tancat; així la molècula no s'enllaçarà més amb JUNO sinó amb un receptor de l'oòcit no determinat. D'aquesta manera, la membrana de l'espermatozoide i la membrana de l'oòcit s'aproximen el màxim i estan preparades per a la seva fusió, ja que el receptor ajuda a reprimir les repulsions entre gàmetes.

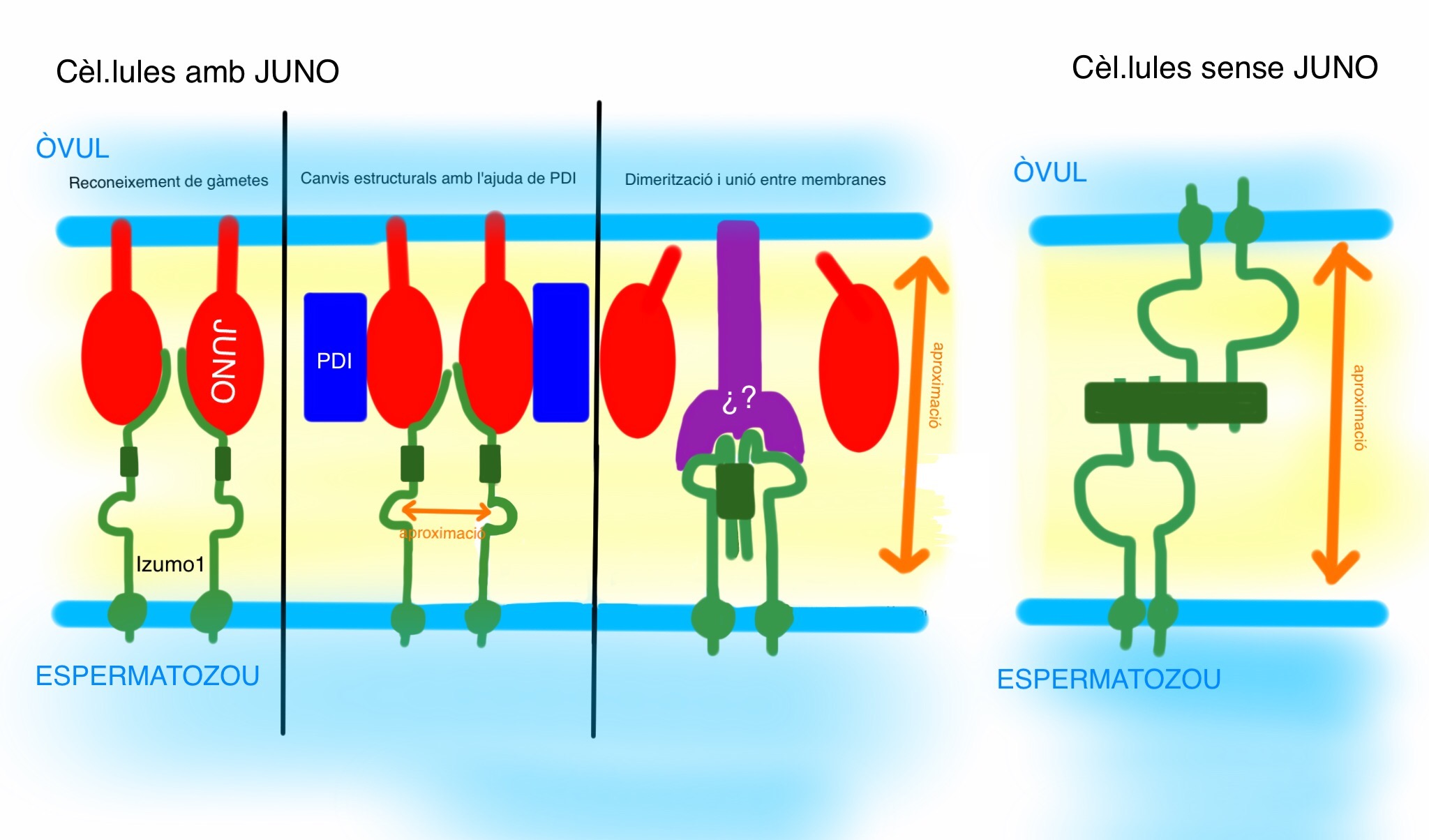
Unió Juno-IZUMO1. A cèl·lules amb JUNO (dreta) i sense JUNO (esquerra).

En les cèl·lules que no tenen JUNO, la unió de dos monòmers d' IZUMO1 seria provocada per la presència d' IZUMO1 a la membrana juxtaposada.
La unió JUNO-IZUMO1 és una unió dèbil, transitòria i conservada. No és una unió forta, ja que ràpidament desencadena una sèrie de reaccions i canvis de conformació que la trenquen. És específica i conservada, ja que provant les unions amb altres proteïnes IZUMO (Izumo3 i Izumo4), només JUNO i IZUMO1 interaccionen directament provocant la fecundació, i no pas JUNO i altres IZUMO. Paral·lelament, l'eliminació de les leucines Leu25-Leu54 a JUNO aboleixen quasi totalment la seva funció adhesiva amb IZUMO1. A més, els espermatozoides deficients d' IZUMO1 provoquen una falta d'activitat d'adhesió a JUNO abans i després de la reacció acrosòmica.
Aquests experiments sobre afinitat i oligomerització es van fer gràcies als anticossos de JUNO Mab17 i Mab18, que perden afinitat per JUNO després de la dimerització d' IZUMO1.

#### Cofactors i coreceptors de JUNO
Sabem que hi ha altres receptors dels espermatozoides a l'òvul a part de JUNO, com el receptor indeterminat que uneix les membranes dels dos gàmetes. Però no hi ha proves definitives de qui fa la unió, i sabem que CD9 no és, ja que les cèl·lules que no expressen el factor CD9 mantenen la capacitat d'unió oòcit-espermatozoide. Ara bé, la importància de CD9 és clara, ja que la força i adhesió de la interacció espermatozoide-oòcit queda reduïda. Així doncs, el receptor de l'oòcit podria ser perfectament una integrina o un altre factor no-proteic, com un fosfolípid.
La regulació dels ponts disulfur d' IZUMO1 podria estar involucrada en l'activació de la fusió entre gàmetes després de la fusió JUNO-IZUMO1.
S'ha trobat també que el glycosilfosfatidilinositol (GPI) lligat a la proteïna TEX101 és alliberat per l'espermatozoide, potenciant la seva habilitat fertilitzant. A més, JUNO també conté un enllaç de GPI que esdevé indetectable a la membrana de l'oòcit després de 40 minuts des de la fertilització. De nou, les proves no són concloents.

#### Desaparició de JUNO
La pèrdua d'expressió gradual de JUNO després de la fertilització ajuda a bloquejar la polispèrmia: el fet que els oòcits es tornin molt refractaris a l'entrada de nous espermatozoides permet que l'òvul sigui fecundat una sola vegada i evita la formació de dos o més zigots. Els dos mecanismes (no demostrats totalment) que impedeixen l'entrada de més gàmetes masculins són el slowacting, una sèrie d'enzims que endureixen la zona pel·lúcida, i el fasteracting, que consisteix en canvis bioquímics de la membrana de l'òvul. En aquestes reaccions, JUNO és secretada per vesícules fora de la membrana.

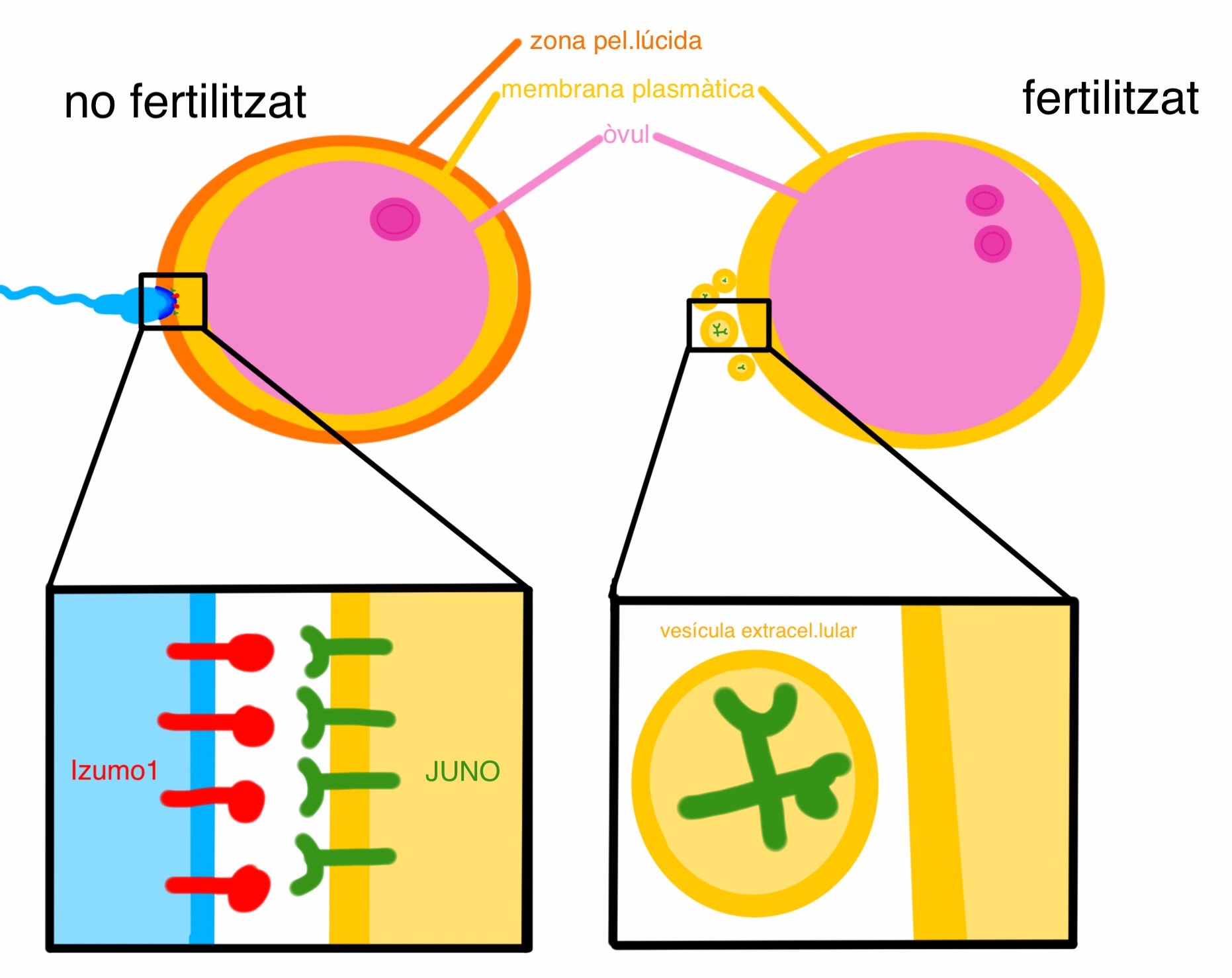
Excreció de JUNO després de la fertilització.

## Mutacions
La proteïna JUNO està constituïda per un total de 250 aminoàcids. Aquesta, com moltes altres proteïnes, és susceptible de patir mutacions que afecten a un aminoàcid de la cadena polipeptídica. Diversos experiments han demostrat que els ratolins femella amb la proteïna JUNO deficient són infèrtils a causa de la impossibilitat d'unió entre l'òvul i l'espermatozou. Aquesta evidència ha fet especular que potser també variacions en la informació genètica de la proteïna JUNO són la causa d'infertilitat en humans. No obstant, els experiments no han pogut evidenciar científicament el fet que mutacions de la proteïna JUNO siguin la causa de la infertilitat femenina en humans. Encara no està clara la importància de les mutacions de JUNO en la infertilitat. Existeixen molts factors que afecten l'esterilitat i, per tant, será necesari dur a terme experiments amb un nombre de pacients més elevat, ja que la causa de la infertilitat femenina encara és molt heterogènia.
El descobrimient de JUNO ofereix oportunitats per al desenvolupament de nous anticonceptius i tractaments de fertilitat. Aquests tractaments podrien impedir que IZUMO s'acobli a JUNO, o bé que es provoqui una degradació massiva del receptor tal com passa en un òvul recent fecundat. Un tractament axí podria esdevenir en un futur una alternativa als tractaments anticonceptius actuals.
| Mutació | Posició | Descripció                                             | Representació |
| ------- | ------- | ------------------------------------------------------ | ------------- |
| 1       | 45      | E → A Gairebé elimina la interacció amb Izumo1         | [ 26 ]        |
| 2       | 45      | E → K Elimina la interacció amb Izumo1                 | [ 26 ]        |
| 3       | 62      | W → A Gairebé elimina la interacció amb izumo1         | [ 27 ]        |
| 4       | 81      | L → A Elimina la interacció amb Izumo1                 | [ 28 ]        |
| 5       | 163     | K → E Disminueix sensiblement la interacció amb Izumo1 | [ 29 ]        |